# Weebly
 (février 2016).
Weebly est une plateforme de création et gestion de présence en ligne (sites web, blogs ou boutiques en ligne), doté d'un logiciel de création de site web et de gestion de contenu web, basé sur le principe du glisser-déposer (ce qui permet de personnaliser son site sans programmation). En août 2012, Elle hébergeait plus de 20 millions de sites, avec un trafic cumulé mensuel de plus d'un million de visiteurs uniques. En 2015, Weebly héberge plus de 30 millions de sites.
Société de la Silicon Valley, son siège est situé à San Francisco et dispose également de bureaux à Scottsdale. À l'origine, elle fut créée par trois étudiants en 2006, dans le cadre d'un projet d'études à l'Université d'État de Pennsylvanie à Philadelphie.
Les principaux concurrents de Weebly sont Wix.com, Jimdo, Silex (libre), Squarespace ou d'autres sociétés dont le cœur de métier est l'hébergement internet.

## Historique
Weebly a été créée en l'an 2006 par 3 étudiants de l'Université d'État de Pennsylvanie: David Rusenko, Chris Fanini et Dan Veltri, tous les trois âgés de 22 ans au moment de la création. L'université demandant à ses étudiants de créer et gérer un portfolio en ligne, ils ont eu l'idée de créer un logiciel permettant aux étudiants de créer facilement un site internet. L'objectif de la société au moment de sa création était donc de fournir des solutions de page Web pour la mise en forme et d'hébergement.
Le développement formel de Weebly commença en janvier 2006, la version alpha fut annoncée en juin 2006 et le lancement de la version beta s'effectua en septembre 2006.
En janvier 2007, la plateforme a été sélectionnée par le programme de financement de start-ups Y Combinator, basé dans la Silicon Valley en Californie, pour sa session d'hiver. Cette même année, il fut consacré en 2007 par Time comme l’un des 50 meilleurs sites Web. À partir de ce moment, les trois fondateurs commencèrent à travailler à plein-temps sur le logiciel.
Lors de ses premières années, la plateforme fut critiquée pour l'impossibilité de modifier ses fichiers CSS et HTML. En 2009, cette fonctionnalité fut ajoutée[réf. nécessaire].
En 2011, l'entreprise a réalisé une levée de fonds auprès de Sequoia Capital. En avril 2014, elle a levé près de 35 millions de dollars de financement auprès de Sequoia Capital et Tencent Holdings Ltd.
En octobre 2015, Weebly s'est implanté en France, en Allemagne et au Royaume-Uni. Weebly emploie plus de 300 salariés aux États-Unis et en Europe.

## Produit
La plateforme propose un outil gratuit de construction de site internet, permettant notamment d'enrichir un site par l'addition d'objets trouvés ailleurs sur le net (photos, vidéos...) par simple « glisser-déposer » (click and drag). Le site fonctionne avec Microsoft Windows, Mac OS et Linux. Le service génère automatiquement une version mobile de chaque site.
Le site web permet à ses utilisateurs d'utiliser un nom de sous-domaine s'il est disponible. Les utilisateurs peuvent acheter un nom de domaine directement ou utiliser un nom de domaine existant via une redirection.
Les fonctionnalités de base pour écrire et gérer des blogs et des sites de vente en ligne sont supportées. Les propriétaires de sites peuvent développer des sites de commerce en ligne simples, et utiliser les solutions de paiement PayPal, Stripe ou Authorize.net.

## Plateformes similaires
- Wix.com
- Wordpress
- Wifeo